# Columbite
La columbite ou niobite, niobite-tantalite ou encore columbate a pour formule chimique (Fe,Mn)Nb2O6 ou (Fe,Mn)O·Nb2O5 en notation oxyde. Elle regroupe deux minéraux distincts de même type, une forme fer (ferro-colombite) et une forme manganèse (mangano-colombite). Ce minéral noirâtre contient du niobium en association avec du tantale. Parfois aussi mentionnée simplement sous l'appellation coltan, un terme usuel résultant de la juxtaposition et de la condensation des noms des minéraux supposés purs colombite et tantalite, les deux pôles extrêmes de la série allant du niobium (anciennement colombium en anglais américain) au tantale.

## Découverte
Découverte pour la première fois à Haddam, dans le Comté de Middlesex (Connecticut), au nord-est des États-Unis. Les premiers specimens connus de ce minéral proviennent de la collection de John Winthrop (1606–1676) premier gouverneur de la colonie du Connecticut et collectionneur passionné de minéraux.

## Associations
- manganocolumbite, mangano-tantalite, tantalite-(Mn)
- yttrocolumbite (radioactif)
- coltan
- tapiolite (composition chimique identique mais cristallisation différente)[1],[2].
- tantalite

## Taille
Le plus grand cristal jamais découvert était une plaque faisant 6 mm d'épaisseur et 61 × 76 cm.